# 钝叶金合欢
钝叶金合欢（学名：Acacia megaladena）是豆科金合欢属的植物。分布于亚洲热带以及中国大陆的云南、广西等地，生长于海拔230米至1,850米的地区，见于疏林及灌丛中，目前尚未由人工引种栽培。

## 异名
- Acacia megaladena Desv. var. garrettii I. Nielsen